# Dominica en los Juegos Panamericanos de 2023
Dominica compitió en los Juegos Panamericanos de 2023 que se realizaron en Santiago, Chile, desde el 20 de octubre al 5 de noviembre de 2023.
El abanderado de la delegación dominiquesa en la ceremonia de apertura fue el boxeador Delroy Jno Charles.

## Medallistas
| Medalla           | Deportista  | Deporte   | Evento                | Fecha          |
| ----------------- | ----------- | --------- | --------------------- | -------------- |
| Medalla de bronce | Thea LaFond | Atletismo | Salto triple Femenino | 2 de noviembre |